# هیدن ویکی
هیدن ویکی (به انگلیسی: The Hidden Wiki) یا ویکی پنهان یک ویکی پایدار در برابر سانسور است که به صورت یکی از سرویس‌های تور اداره می‌شود و هر کسی می‌تواند آن را به صورت ناشناس ویرایش کند. صفحهٔ اصلی این ویکی فهرستی  از پیوندها به دیگر وب‌گاههایی که از دامنه سطح بالای ساختگی دارای پسوند ‎.onion استفاده می‌کنند را ارائه می‌کند؛ به این وب‌گاه‌ها تنها می‌توان از طریق تور یا یکی از دروازه‌های تور دسترسی داشت. از جمله این وب‌گاه‌ها، می‌توان به وب‌گاه‌هایی در مورد پول‌شویی، قتل قراردادی، استخدام برای حملات سایبری، قاچاق مواد شیمیایی، و ساخت بمب، فروش مواد مخدر، بارگیری غیرمجاز کتاب‌ها و مقالات در کشورهای دارای قانون حق تکثیر، و اعمال غیرقانونی دیگر اشاره کرد.

## ملاحظات امنیتی و وبگردی امن
شبکه تور خود به تنهایی یک شبکه گسترده تحت عنوان وب پنهان است ولی به علت ساختار خود پتانسیل بالایی برای میزبانی دارک نت و دارک وب دارد و به علت اینکه کارهای غیرقانونی وسیعی از طریق شبکه تور و شبکه‌های مشابهی مانند پروژه اینترنت مخفی و freenet صورت می‌پذیرد و حساسیتی که دولت‌ها بر روی کاربران این شبکه‌ها دارند، استفاده از شبکه خصوصی مجازی و ماشین مجازی برای مخفی کردن مشخصات سیستم عامل و عامل کاربر و ایپی حقیقی برای بالا بردن سطح امنیت کاربران قبل از اتصال به تور برای ناشناس ماندن در اینترنت توصیه می‌شود. در واقع دولت‌های زیادی با استفاده از راه اندازی گره (شبکه) و relay های میانی و ورودی و خروجی در شبکه تور آغاز به واکاوی و کدگشایی اطلاعات رد و بدل شده می‌کنند. ولی گره‌های ورودی و خروجی ماهیت کاربران را مخفی نگه می‌دارند و حتی پس از لو رفتن اطلاعات در شبکه، نفوذگر نمی‌تواند مالک اطلاعات را رهگیری کند. راه‌هایی که ممکن است باعث لو رفتن ماهیت حقیقی کاربران شبکه تور شود، از این قرار است:

### خطاهای انسانی
استفاده کردن از نام کاربری و گذرواژه‌هایی که به‌طور معمول در جاهایی همچون سایت دانشگاه‌ها، تالارهای گفتگو، فروشگاه‌های اینترنتی و غیره استفاده شود یا نام کاربری‌ای که نام و مشخصات قابل رهگیری دارد همچون استفاده از نام شهر، نام خانوادگی، شماره تلفن و … به عنوان کل یا بخشی از نام کاربری و گذر واژه، بخشی از خطای انسانی است که باعث لو رفتن ماهیت کاربر می‌شود. این نکته از آن نظر اهمیت دارد که اطلاعات به ظاهر بی‌ربط و گنگ در کنار یکدیگر اطلاعاتی مهم را نشان می‌دهند که حاصل هم افزایی آن اطلاعات جزئی است. انجام دادن کارهای شخصی همچون بازدید از ایمیل حقیقی وقتی که در مرورگر تور کاری انجام می‌دهیم، اعتماد کردن به افراد غریبه در وب عمیق و دادن مشخصات درست به طرف مقابل هنگام استفاده از سرویس‌های گفتگوی اینترنتی و … استفاده از ایمیل‌هایی که در وب استفاده می‌شود همچون جیمیل و هات میل و … . شبکه تور خود سرویس ایمیل دهی متنوعی دارد که اکثر این سرویس‌ها بدون نیاز به جاوااسکریپت کار می‌کنند. سرویس‌هایی که فقط مختص شبکه تور است چون sigaint یا tor mail و سرویس‌های سطح وب که به صورت درون شبکه‌ای ایمیل رد و بدل می‌کنند همچون safe-mail بخشی از ایمیل‌های قابل استفاده در وب عمیق است. مهم‌ترین چیزی که در زمینه استفاده از سرویس‌های ایمیل دهی است استفاده از رمزنگاری کلید عمومی است که کاربران با استفاده از نرم‌افزارهایی مختص این کار همچون پی‌جی‌پی (نرم‌افزار) اقدام به رمزگذاری و رمزگشایی محتوای ایمیل‌ها می‌کنند. برای فایل‌ها از نرم‌افزارهای کدگذاری همچون تروکریپت استفاده می‌شود.
استفاده از تصویر چهره و صدای خود یا تصاویر و فیلم‌هایی که درای نشان‌گذاری جغرافیایی هستند و حاوی مشخصات دوربین و موقعیت مکانی عکس یا فیلم گرفته شده با استفاده از جی پی اس دوربین یا گوشی هستند می‌تواند هویت فرد را لو دهد. از آنجایی که با هر بار راه اندازی تور هویت جدیدی به کاربر داده می‌شود، هنگامی که یک فایل از سطح وب پنهان دانلود می‌شود باید آن را پس از بستن تور و راه اندازی مجدد ان و توسط جعبه شنی (امنیت رایانه)
باز کرد تا درصورتی که فایل دانلود حاوی فایل مخرب باشد هویت کاربر لو نرود.

### خطاهای نرم‌افزاری
از آنجایی که مرورگر تور بر پایه فایرفاکس بنا شده‌است، کوکی اچ‌تی‌تی‌پی‌های مشابهی دارند، کاربر تور باید هنگام استفاده از مرورگر تور مرورگر فایرفاکس خود را بسته و ترجیحاً برای کارهای وبگردی از مرورگرهای دیگر همچون گوگل کروم استفاده کند.
فعال بودن جاوا اسکریپت از مهم‌ترین عوامل لو رفتن هویت افراد توسط رخنه‌گر‌ها و سازمان‌های اطلاعاتی دولتی است، جاوا اسکریپت به صورت پیش فرض در مرورگر تور فعال است که باید به صورت دستی توسط کاربر غیرفعال شود.
به صورت پیش فرض بر روی مرورگر تور افزونه NoScript نصب است که باید آن را به صورت دستی تنظیم نمود، خود تور دارای یک گزینه تنظیمات در بالای صفحه به نام Tor enabled است که در قسمت Privacy and security setting باید سطح امنیت را بر روی بالاترین حد قرار داد. نصب کردن هرگونه از پلاگین‌های اضافه و فعال کردن آن‌ها همچون ادوبی فلش پلیر و … دارای ریسک امنیتی هستند و برای دسترسی به سایت‌های وب پنهان به علت ساختار خاص آن‌ها از قبیل به کار نبردن فایل‌های فلش، جاوا اسکریپت و … نیازی به پلاگین یا افزونه خاصی نیست. نصب کردن افزونه اچ‌تی‌تی‌پی‌اس همه‌جا باعث می‌شود که سایت‌هایی که دارای پروتکل پروتکل امن انتقال ابرمتن هستند در حالت امن باز شوند و امنیت کاربر افزایش یابد. یکی از مسائلی که باعث لو رفتن کاربران می‌شود استفاده کردن از نسخه‌های قدیمی و |به روز رسانی نشده تور یا دانلود کردن مرورگر تور از وبسایت‌هایی غیر از وبسایت اصلی تور است.
پروژه تور شامل یک سیستم عامل بر پایه لینوکس به نام تیلز نیز است که کاربران برای افزایش ضریب امنیتی خود می‌توانند از ان استفاده نمایند، به این شکل که هارد را از رایانه جدا کرده و سیستم عامل تیلز را به صورت پر تابل همانند نرم‌افزار قابل حمل از روی یواس‌بی فلش درایو یا حافظه فلش یا لوح فشرده با قابلت read only که فقط اطلاعات از روی حافظه خوانده می‌شوند و تمامی اطلاعات فقط روی رم رایانه اجرا می‌شوند اجرا نمایند، باید دقت کرد که در این حالت رایانه در حالت Hibernate قرار نگیرد زیرا اطلاعات موجود در RAM بر روی هارد دیسک ذخیره می‌شوند. همچنین پروژه‌ای به نام تمپس وجود دارد که اطلاعات رایانه را با استفاده از سیگنال‌ها می‌توان شنود کرد، در این حالت باید از نرم‌افزارهای پارازیت انداز استفاده کرد، و باید ۱۰ دقیقه بعد از خاموش کردن رایانه آن را ترک نکرد زیرا حافظه رم هنوز داغ هست و با استفاده از دمای رم می‌توان برخی از اطلاعات را بازگردانی کرد. همچنین باید از رمزنگاری پد یک‌بار مصرف استفاده کرد. نباید در حافظه کپی هیچ مطلب یا لینک خاصی را ذخیره کرد. همچنین می توان در صورت اجرا بر روی درایو دیسک سخت هارد خورد را بعد از هر بار استفاده فرمت و دیتا را پاک نمایند و همچنین اطلاعات مهم مد نظر را به صورت رمزنگاری شده در هارد دیسک ذخیره نماید.

### کلاهبرداری‌های اینترنتی
از آنجایی که واحد پول رایج در مارکت‌های سطح وب عمیق بیت‌کوین است که امکان جابجایی ناشناس پول را بین افراد ممکن می‌سازد، افراد سود جو و کلاه‌برداری که از آن‌ها تحت عنوان گوش‌بُر(scammer) یاد می‌شود از ماهیت غیرقابل رهگیری بودن تراکنش‌های مالی در این سامانه استفاده کرده، اقدام به ایجاد سایت‌های فروشگاه اینترنتی جعلی در سطح وب عمیق کرده و اقدام به کلاه‌برداری می‌کنند، در واقع در سطح وب عمیق تالار گفتگو‌هایی وجود دارد که افراد در آن‌ها به بحث و تبادل نظر در مورد مارکت‌های معتبر و روش‌های خرید و فروش در این مارکت‌ها می‌پردازند و به همین دلیل توصیه می‌شود هیچ کاربری نباید از هر فروشگاهی در سطح وب عمیق بدون دانستن صحت ان خریداری نماید.

### امار سایت‌های موجود در هیدن ویکی
سطح گسترده‌ای از سایت‌های شبکه تور دور از دسترس کاربران عادی که از تور و ویکی‌هایی همانند هیدن ویکی استفاده می‌کنند است، در واقع این سایت‌ها توسط گروه خاصی که معمولاً در سطح دنیای واقعی با هم در ارتباط هستند مانند گروه‌های تروریستی و … برای سازمان دهی ایجاد می‌شود و لینک سایت‌ها فقط در اختیار افراد خاصی قرار می‌گیرد، این سایت‌ها نام کاربری و گذرواژه برای ورود نیاز دارند و از طرفی برای پیدا کردن عضو جدید باید لینک دعوت نامه برای عضویت به افراد جدید از طرف مدیران یا اعضای سایت داده شود، به همین دلیل امار دقیقی از سایت‌های موجود در شبکه تور در دسترس نیست ,و عموم کاربران تور هرگز به این وبسایت‌ها دسترسی نخواهند داشت.